# موزع (تعز)

تعديل مصدري - تعديل

موزع هي مدينة ومركز مديرية موزع بمحافظة تعز اليمنية، بلغ تعداد سكانها 4949 نسمة حسب الإحصاء الذي أجري عام 2004.